# Warren Bennett
 Denne artikel omhandler musikeren. For golfspilleren, se Warren Bennett (golfspiller).
Warren Bennett (født 4. juli 1962 i London, England) er en engelsk rockpopmusiker, pianist, guitarist, komponist og producer.
Warren Bennett der er søn af Brian Bennett, trommeslager i The Shadows, har spillet med bl.a. The Shadows som keyboardspiller, men har også spillet med Hank Marvin og Cliff Richard som sessionmusiker. Han har lavet plader i eget navn med egne grupper, og har produceret plader og har sit eget Pladestudie. Bennett er en multimusiker som også spiller trommer og percussion etc. Han har også komponeret musik til film og tv-serier, primært i england.

## Udvalgt diskografi
- In The Groove - 1985 (med Brian Bennett)
- Dream The Future - 1987
- Close to the Hedge - 1996
- Moondance - 1999
- Zookeeper - 2002 - (med Ben Marvin)
- Left to My Own Devices - 2012
- Hank Marvin - Heartbeat - (1993)
- Hank Marvin - Hank Plays Cliff - (1995)
- Hank Marvin - Hank Plays Holly - (1996)
- Hank Marvin - Hank Plays Live - (1997)
- Cliff Richard & The Shadows - The Final Reunion - Live (2009)

## DVD diskografi
- Hank Marvin - Hank Plays Live (2004)
- Cliff Richard & The Shadows - The Final Reunion - Live at the O2 Arena (2009)